# Kubanstroi
Kubanstroi - Кубаньстрой (rus) és un possiólok de la República d'Adiguèsia, a Rússia. Es troba a la confluència del riu Afips i el riu Kuban, a 18 km al nord-oest de Takhtamukai i a 112 km al nord-oest de Maikop, la capital de la república.
Pertany al municipi d'Afipsip.